# Polycyrtus burgosi
Polycyrtus burgosi är en stekelart som beskrevs av Dmitriy R. Kasparyan och Ruiz-cancino 2003. Polycyrtus burgosi ingår i släktet Polycyrtus och familjen brokparasitsteklar. Inga underarter finns listade i Catalogue of Life.